# Li Sanli
Li Sanli (en chino, 李三立; pinyin, Lǐ Sānlì; 24 de agosto de 1935- Pekín, 23 de abril de 2022) fue un académico de la Academia China de Ingeniería (CAE), profesor de la Universidad Tsinghua, decano y profesor de la Escuela de Ingeniería Informática y Ciencias en Universidad de Shanghái.

## Biografía
Fue uno de los pioneros de China en informática e ingeniería. Ha ganado muchos premios nacionales por su investigación en los campos de arquitectura y organización de computadoras. El logro de la "computadora Ziqian2000 de alto rendimiento basada en clúster", que organizó en la Universidad de Shanghái, ganó el Premio de Primer Grado del gobierno de Shanghái en 2001. Además, el presidente de la Universidad Politécnica de Hong Kong le ofreció el Premio Sobresaliente de la Universidad Premio Académico en 1995.
Publicó 12 libros y más de 100 artículos en revistas clave y en conferencias internacionales. De estos, su libro "RISC-Arquitectura de Emisión Única y Múltiple" ganó el Premio de Grado Especial a Libros Académicos Excelentes otorgado por la Comisión de Educación del Estado.
También fue subdirector del Comité de Consultoría de Tecnología de la Información del Gobierno Municipal de Shanghái y director ejecutivo de la Federación Informática de China. Fue el jefe científico del proyecto de Informática de Alto Rendimiento del Programa Estatal de Escalada desde 1995 hasta 2000 y se desempeñó como copresidente de Disciplinas Informáticas del Comité de Títulos Académicos del Consejo de Estado de China. Fue elegido vicepresidente y presidente de la Sección continental de IEEE por separado en 1993/1994 y 1995/1996. También fue elegido siete veces para formar parte de la junta directiva de EUROMICRO, una conocida asociación informática europea, desde 1984 hasta 1997.